# 裝裱

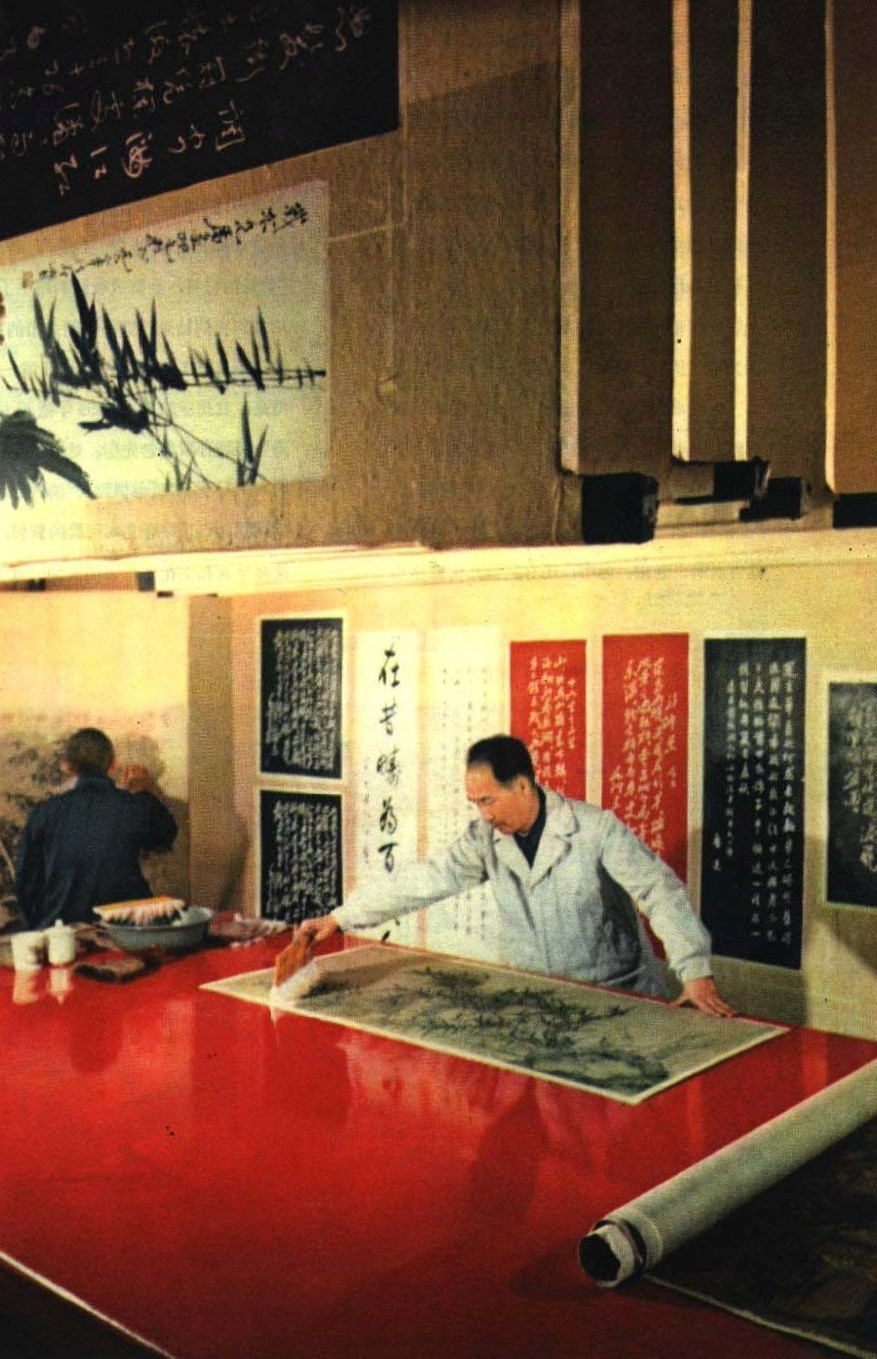
1962年北京琉璃厂的工人在装裱字画

裝裱，又稱裝池、裱褙，是一種對書畫、拓片原件保護以及美化的工藝，可以分為卷、冊、軸及鏡片等不同格式。操作時，先將紙張托裱在原件的背面，起加固作用，再用絲織品和紙張裝飾鑲邊，最後軋平並且根據需要的形制加裝軸桿等。